# Università della Calabria
L'Università della Calabria (in breve UniCal) è un'università statale italiana fondata nel 1972 e avente sede a Rende, comune nell’area urbana di Cosenza.
L'Università  secondo la classifica stilata dal Censis nel 2024-2025 e nel 2025-2026 si colloca al primo posto tra i grandi atenei italiani..

## Storia
I fondatori dell'università furono Beniamino Andreatta, Giorgio Gagliani, Pietro Bucci e Paolo Sylos Labini; a Beniamino Andreatta, il 15 gennaio 2009, fu intitolata l'aula magna, mentre a Pietro Bucci fu intitolato il "ponte", cioè l'asse principale di ingresso ai cubi.

### Precedenti storici
L'Università della Calabria, istituita con la legge n. 442 del 12 marzo 1968, ebbe due precedenti storici: re Ferdinando I delle Due Sicilie, con regio decreto emesso nel 1814 su iniziativa della Provincia di Cosenza, autorizzò il Liceo cosentino ad aprire una Facoltà di Medicina e a tal fine assegnò una dotazione di tremila ducati. Il primo governo unitario tolse al Liceo questo privilegio nel 1861 (mentre le scuole di Notariato e Farmacia in Catanzaro sopravvissero fino al 1923).
Il secondo tentativo fu quello messo in atto dal radiologo antifascista Oscar Fragale, reduce, fondatore del Centro di Azione per lo Sviluppo del Mezzogiorno, e proprietario del Corriere del Sud, grazie al quale l’Università Cosentina (poi Calabro-Lucana) fu inaugurata nel febbraio 1945 sotto gli auspici di Nicola Serra. Essa contemplava corsi di Medicina, Chirurgia e Giurisprudenza. Lo stesso Fragale mise personalmente a disposizione i suoi laboratori clinici e di radiologia per la cattedra di Patologia del Lavoro di cui sarebbe stato titolare. Tuttavia, gli sviluppi di questa università vennero abbandonati in un brevissimo arco di tempo.

## Struttura
L'ateneo è organizzato nei seguenti dipartimenti:
- Biologia, ecologia e scienze della terra (DIBEST)
- Chimica e tecnologie chimiche (CTC)
- Culture, educazione e società (DiCES)
- Economia, statistica e finanza "Giovanni Anania" (DESF)
- Farmacia e scienze della salute e della nutrizione (DFSSN)
- Fisica
- Ingegneria dell'ambiente (DIAm)
- Ingegneria civile (DInCi)
- Ingegneria informatica, modellistica, elettronica e sistemistica (DIMES)
- Ingegneria meccanica, energetica e gestionale (DIMEG)
- Matematica e informatica (DeMaCS)
- Scienze aziendali e giuridiche (DiSCAG)
- Scienze politiche e sociali (DiSPES)
- Studi umanistici (DiSU)

### Campus

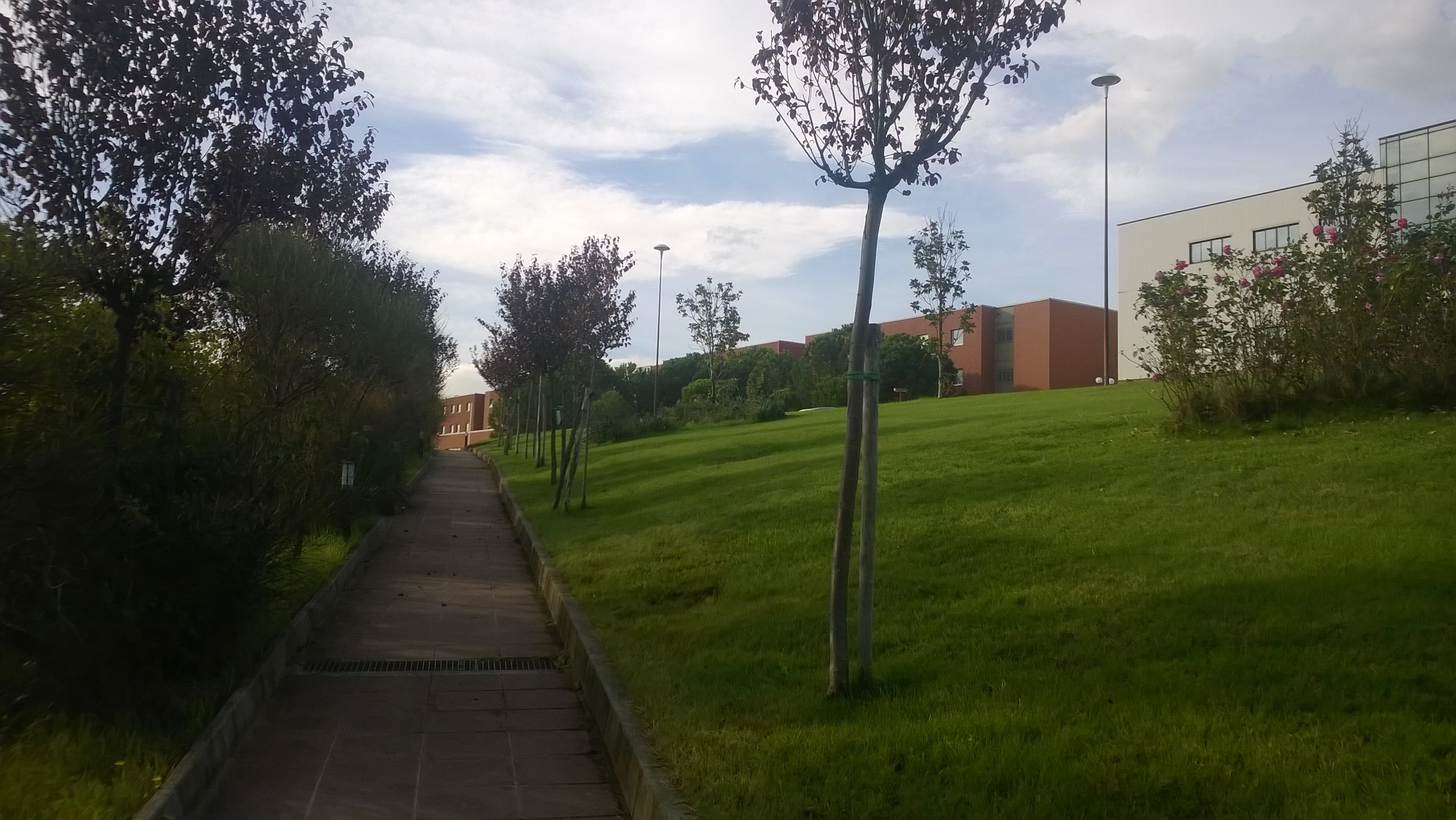
Vista di un viale del campus.

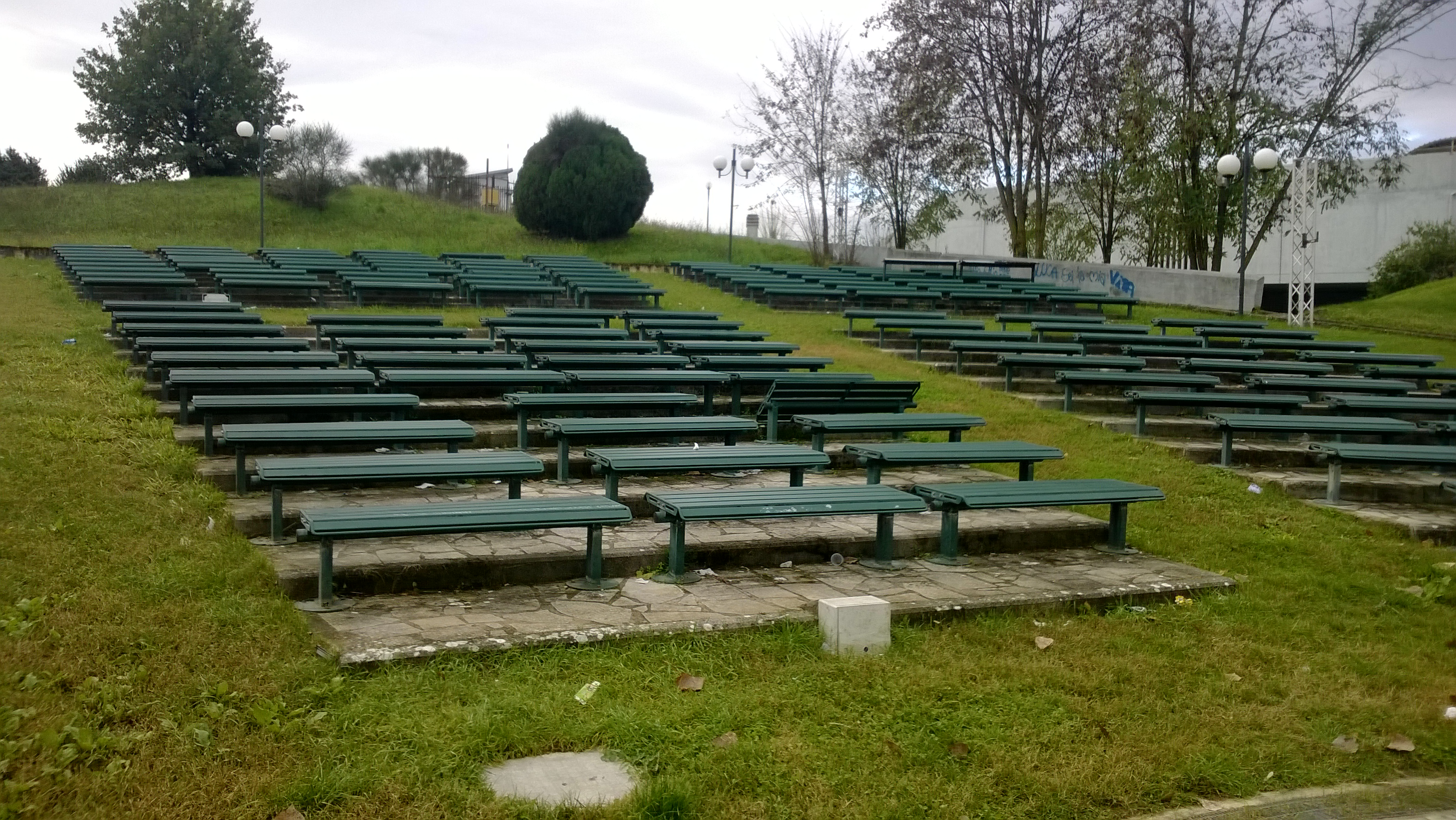
Vista del teatro all'aperto situato nei pressi dell'edificio polifunzionale.

Il campus si estende su una superficie di circa 200 ettari sulle colline di Arcavacata di Rende, a pochi chilometri dal centro di Cosenza. In principio, l'università era costituita da un unico complesso, l'edificio polifunzionale di Arcavacata, su progetto di Massimo Pica Ciamarra, divenuto in seguito sede del dipartimento di farmacia e scienze della salute e della nutrizione. Al 2025, nuove aule sono in costruzione (destinate ai corsi di laurea in medicina TD).Il progetto del campus dell'Università della Calabria appartiene a Vittorio Gregotti e fa parte di una fase della sua ricerca indirizzata a compendiare architettura e pianificazione del paesaggio. Il complesso universitario ha la forma di un lungo pontile, all'incirca di due chilometri, che attraversa la valle del fiume Crati. Il pontile, chiamato ponte "Pietro Bucci", è costituito da strutture di cemento armato e comprende una pista veicolare oltre ad una passerella pedonale. Gli edifici dei vari dipartimenti dell'università sono di forma cubica ed alti fino a trenta metri; si allacciano alla struttura orizzontale del pontile variando in altezza a seconda dei mutamenti delle colline di Arcavacata. I vari percorsi interconnessi al ponte conducono alle strutture del campus. Alla base dell'ateneo vi è anche un centro residenziale su progetto di Enzo Zacchiroli oltre ad alcune strutture ideate dallo stesso Vittorio Gregotti, mentre le successive residenze sono ad opera dell'architetto danese Tarquini Martensson.
Il campus è suddiviso in dieci quartieri: Chiodo 1, Chiodo 2, Maisonnettes, Martensson A, Martensson B, Molicelle, Monaci, Nervoso, San Gennaro, Socrates; ai quali s'affianca la residenza De Lieto.
Ogni quartiere è dotato di un centro comune, dove vengono organizzate attività di vario genere, ed è servito dalle mense dei quartieri Martensson e Maisonnettes; a queste s'aggiungono due ulteriori mense, attive solo a pranzo, site all'interno dell'edificio polifunzionale e in piazza Vermicelli.
Il Complesso monumentale di San Domenico nel centro storico di Cosenza, ospita il corso di laurea triennale in Infermieristica dall'anno accademico 2023 -2024 e dall'anno accademico 2025-2026 il corso di laurea triennale in Scienze e Tecniche Psicologiche e il corso di laurea in Fisioterapia con la creazione di un polo delle professioni sanitarie.
Con l'istituzione della facoltà di Medicina e Chirurgia - TD, dal 2023 è stata siglata la convenzione tra l'Università e l'Azienda ospedaliera di Cosenza, che riguarda inizialmente i reparti di Chirurgia, Ematologia, Cardiologia, Oncologia, Medicina Interna, Urologia, Chirurgia Toracica, Nefrologia, Gastroenterologia, Laboratorio di Analisi e SITRA (Servizio Infermieristico Tecnico e Riabilitativo Aziendale) dell'ospedale.
Il 1º agosto 2024, il Ministero dell'Università e della Ricerca ha accreditato il nuovo corso di laurea in Medicina e Chirurgia TD (Tecnologie Digitali) che partirà a Crotone dall'anno accademico 24/25. Il corso, fortemente voluto dal presidente della Regione Roberto Occhiuto, è frutto di una collaborazione tra l'Università della Calabria e l'Università Magna Grecia di Catanzaro.
A settembre, sempre il Mur ha approvato l'attivazione di cinque scuole di specializzazione mediche (Cardiologia, Chirurgia, Ematologia, Nefrologia e Patologia clinica) presso l'ospedale "Annunziata" di Cosenza, in sinergia con altre università e nosocomi calabresi. 
Nel gennaio 2025 si è tenuto un incontro nella sala riunioni del Grande Ospedale Metropolitano di Reggio Calabria tra l'eurodeputata Giusy Princi e i rettori delle tre università calabresi, per iniziare a lavorare sull'attivazione di un corso di medicina anche nella città di Reggio.

### Biblioteche

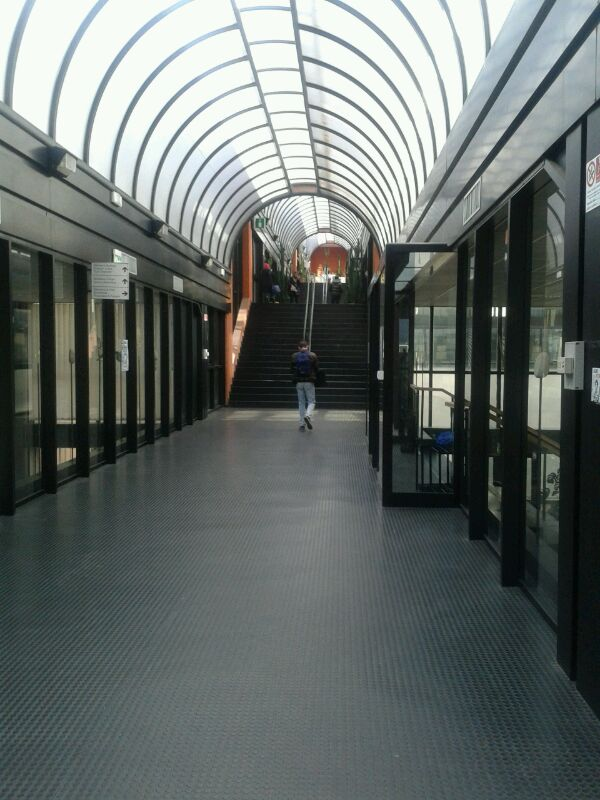
Ingresso principale delle biblioteche dell'università della Calabria.

L'Università gestisce un sistema di tre biblioteche, ognuna dedicata a un'area disciplinare:
- Biblioteca interdipartimentale di scienze economiche e sociali: nata nel 1981, in seguito all'unificazione delle biblioteche dei dipartimenti di economia politica; organizzazione aziendale ed amministrazione pubblica; sociologia e scienza politica. Nel 1986 fu intitolata all'economista Ezio Tarantelli;
- Biblioteca dell'area tecnico-scientifica: fondata nel 1999 dalla riconversione dell'ex biblioteca centrale;
- Biblioteca dell'area umanistica: istituita nel 1986, e successivamente intitolata a Francesco Ernesto Fagiani, docente di filosofia morale prematuramente scomparso.

Il 7 febbraio 2001, le tre biblioteche sono state collocate in una nuova sede rappresentata dai tre blocchi situati in piazza Chiodo. Connesse al sistema bibliotecario d'ateneo vi sono due ulteriori biblioteche:
- Biblioteca delle donne "Nosside": creata nel 1986, quale centro di documentazione, studio e ricerca sulla donna e le pari opportunità;[15][16]
- Biblioteca di farmacia: afferente al dipartimento di farmacia e scienze della salute e della nutrizione.

### Museo
In seno all'ente sorge il Museo di storia naturale della Calabria ed orto botanico, nonché un museo di paleontologia.

### Incubatore "Tech Nest"
TechNest è l’incubatore accademico dell'Università della Calabria, nato per offrire a team di persone fisiche, spin-off e startup innovative l’accesso a programmi di incubazione, pre-incubazione e incubazione virtuale.
Con una superficie di 2.000 mq, che comprende 20 locali attrezzati e un’area di coworking, 6 uffici amministrativi, una sala seminari multimediale e spazi comuni, dal 2010 ha incubato oltre 30 start-upinnovative. Attualmente ospita 13 imprese high-tech.

### Casa editrice
L'Università della Calabria dispone di una propria casa editrice denominata Centro Editoriale e Librario.

## Attività di ricerca
L'Università della Calabria, nel corso dei suoi anni, si è distinta per la presenza di numerosi ricercatori di spicco che hanno contribuito significativamente in vari campi scientifici. Di seguito vi è un elenco parziale dei più noti.

### Chimica, biologia e biochimica
- Cesare Indiveri: Già direttore dell'IBIOM (uno dei principali centri di ricerca nel campo della Bioenergetica e delle Biomembrane a livello nazionale ed internazionale), conosciuto per i suoi studi sui trasportatori di membrana e il metabolismo cellulare[21].
- Monica Rosa Loizzo: Specializzata in nutraceutica e valutazione delle proprietà bioattive degli alimenti.
- Marcello Maggiolini: Rinomato per le sue ricerche sui recettori degli estrogeni e il cancro al seno.
- Francesco Menichini: Ha condotto studi approfonditi sulle proprietà farmacologiche delle piante medicinali.

- Bartolo Gabriele: Esperto in sintesi organica e chimica dei materiali.
- Nino Russo: Riconosciuto per i suoi contributi nella chimica teorica e computazionale, vincitore della medaglia d’oro Amedeo Avogadro 2017.
- Giovanni Sindona: Ha svolto ricerche significative in spettrometria di massa e chimica organica.
- Giuseppe Passarino: Ha condotto studi sull'evoluzione umana e la genetica dell'invecchiamento.

### Medicina
- Sebastiano Andò: Conosciuto per le sue ricerche sull'endocrinologia e il cancro al seno.

### Informatica
- Nicola Leone: Figura di rilievo nell'intelligenza artificiale e nella logica computazionale.
- Domenico Saccà: Contributi importanti nei database e nei sistemi informativi.
- Giancarlo Fortino: Specializzato in sistemi distribuiti e Internet delle Cose (IoT).
- Georg Gottlob: accademico e informatico pluripremiato nel campo dell’informatica, intelligenza artificiale e teoria delle basi di dati. La sua integrazione nell’ateneo calabrese porta a quattro il numero di docenti insigniti dell'EurAI fellowship per l’eccellenza nella ricerca sull'intelligenza artificiale.

### Fisica
- Sandra Savaglio: Astrofisica e astronoma di fama internazionale, specializzata nello studio delle origini dell'universo.
- Vincenzo Carbone: Riconosciuto per le sue ricerche sulla fisica dei plasmi e dei sistemi complessi, premiato con la Medaglia Lewis Fry Richardson, assegnatagli dall'European Geosciences Union, per i suoi innovativi contributi alla comprensione dei processi non lineari nei sistemi geofisici.

### Economia
- Laura Eboli: Riconosciuta per i suoi contributi nel settore "economics & business".

L'Unical è stata rappresentata da 33 scienziati nella classifica di Research.com, basata sull'h-index e altre metriche di impatto.
Inoltre, nel ranking "World's Top 2% Scientists" elaborato dalla Stanford University, l'Unical ha visto la presenza di 74 docenti, a testimonianza dell'eccellenza e della rilevanza internazionale della ricerca condotta nell'ateneo. I ricercatori sono classificati in 22 campi scientifici e 174 sottocampi secondo la classificazione standard Science-Metrix. Per ogni ricercatore vengono valutate le citazioni e il relativo h-index, un indice che misura la prolificità e l’impatto scientifico di un autore, basandosi sia sul numero delle pubblicazioni sia sul numero di citazioni ricevute.

## Controversie
Nel maggio 2024, un collettivo di studenti organizza una protesta e diverse assemblee pubbliche per chiedere alla governance dell'ateneo di cessare ogni rapporto con aziende dell'industria bellica, o enti in qualche modo coinvolti nel conflitto in medio oriente fra Israele e Palestina. Dopo alcuni giorni di sit-in, nel giorno dell’assemblea d’ateneo convocata in Aula Caldora (il 28 maggio), l'Università ha diffuso un comunicato con cui rende nota la mozione approvata dal Senato Accademico per il cessate il fuoco in Palestina. Nel comunicato, in particolare, l’Unical puntualizza che: “in riferimento alle specifiche richieste pervenute negli ultimi giorni dagli studenti, il Senato Accademico ritiene importante rilevare che oggi l’Università della Calabria non ha attive collaborazioni con enti o imprese che siano attori nel conflitto, né relazioni istituzionali con Università e istituti di ricerca israeliani, né partecipazioni al bando Maeci [...] il Senato Accademico dell’Università della Calabria ritiene oggi di dover manifestare e ribadire, ancora una volta, la propria più ferma condanna verso qualsiasi forma di violazione dei diritti umani e di risoluzione armata delle controversie".

## Rettori
- Beniamino Andreatta (1971-1975)
- Cesare Roda (1975-1978)
- Pietro Bucci (1978-1987)
- Rosario Aiello (1987-1990)
- Giuseppe Frega (1990-1999)
- Giovanni Latorre (1999-2013)
- Gino Mirocle Crisci (2013-2019)
- Nicola Leone (dal 2019)